# 高句丽复兴运动
高句丽遗民复兴高句丽的运动开始于唐与新罗联军灭亡高句丽后的668年。一些高句丽遗民在高句丽故地展开了复兴高句丽的运动。其中较为著的人物有剑牟岑等。
于此同时，不甘于唐控制朝鲜半岛的新罗也于670年—676年发动反唐的罗唐战争。

## 背景
668年，唐与新罗联手灭亡高句丽后，唐曾多次试图在高句丽东部故地建立都督府控制此地区，但都没有成功。唐为管理原高句丽故地而设置的安东都护府，最初是由薛仁贵来管理的。后来唐朝任命高句丽宝藏王高藏为辽东州都督、朝鲜王。由于宝藏王支持反唐被流放。宝藏王的儿子高德武接管了安东都督府。日本学者日野开三郎在其著《小高句丽国の研究》中描述高句丽灭亡后，高句丽王族后代于晚唐时期，在辽东和朝鲜半岛大同江以北建立了复兴政权，小高句丽。但是由于史料较少，所以不被学术界所公认。

## 安胜的高句丽复兴运动
据《三国史记》记载，668年高句丽大将剑牟岑在高句丽被灭后开始在大同江流域开展高句丽复兴运动，在杀死数名唐的官员和法安和尚后，进入新罗领地。剑牟岑在途中遇到宝藏王的外孙（一说庶子）安舜。670年，剑牟岑立安舜为王，定都今朝鲜黄海南道载宁郡，试图重建高句丽。意在反唐的新罗文武王对此很支持，认可安舜的高句丽王位，并提出相互联盟反唐的建议。
672年，在唐对安舜的高句丽王国大规模进攻下，安舜与剑牟岑发生分歧。剑牟岑被安舜下令杀害。安舜随后逃到今韩国益山市建立了报德国。683年，新罗神文王因担心叛乱将报德国吞并。安胜被赐予新罗王室的“金”姓。

## 后续
10世纪初，新罗人弓裔反新罗建立“摩震国”，史称后高句丽。后高句丽和其后的高丽都自称继承高句丽。
高句丽亡国后，大部分部落投靠关内武人集团（如幽州、营州）或后来的渤海国。渤海国灭亡后，一些渤海贵族和遗民投靠到高丽。大部分渤海国故地的渤海遗民经过辽朝，被强制迁于辽西融入契丹，后融入汉等民族。   
传统观点认为粟末靺鞨联合其他靺鞨部落构成渤海国民族的主体。但是近代的研究表明“粟末靺鞨附高句丽者”才是渤海国的民族主体，而粟末靺鞨主体部分在隋代已迁往辽西，后迁入幽州，高句丽亡国后与高句丽的武人集团一起已经溶于中原社会，大祚荣出自仍然留守故地的粟末靺鞨，联合原伯咄、安车骨、拂涅、白山等四部靺鞨人建立渤海国，而粟末靺鞨与高句丽人所占比例皆不大。
高句丽遗民裡又有一部分变为新罗人、靺鞨人，进入朝鲜半岛的高丽国或曷懒甸等女真部落。 
一部分高句丽王族和百济王族被拉到唐朝境内，在洛阳北邙山一带发掘面世的高句丽王族泉男生、泉男產、泉獻誠、高慈、高震、泉毖，以及百济王族扶餘隆的墓誌铭，清末民初著名金石学者罗振玉编成《唐代海东藩阀志存》一书。
高句丽王族高丽若光率领高句丽遗民1799人亡命到日本，在日本武藏國开拓高丽郡，並建立高丽神社。
高句麗人亡国后成为中土境内一个重要的部族，经过唐、五代、北宋、金国和元明等时期的历史变迁，高句丽人最终混入中原人。